# Беджі Каїд Ес-Себсі
Беджі Каїд Ес-Себсі (араб. الباجي قائد السبسي, фр. Béji Caïd Essebsi; нар. 29 листопада 1926, Сіді-Бусаїд — пом. 25 липня 2019) — туніський адвокат і політик. Президент Тунісу з 31 грудня 2014 по 25 липня 2019. Міністр внутрішніх справ (1965–1969), оборони (1969–1970) і закордонних справ (1981–1986). Посол Тунісу у Парижі (1971–1972) і Бонні (1987). Член парламенту (1984–1989), а потім його голова у 1990–1991 рр. Прем'єр-міністр Тунісу з 27 лютого по 24 грудня 2011 року.

## Життєпис
Народився 29 листопада 1926 року в місті Сіді-Бусаїд, Туніс, у інтелігентній сім'ї, що родом із Сардинії.
Політичну кар'єру розпочав у 1941 році із вступу у націоналістичну політичну партію Нео-Дустур.
У 1950 році закінчив юридичний факультет Паризького університету. У 1952 році він був прийнятий до лав туніської адвокатури і почав працювати у касаційному суді. Він виступав адвокатом членів Neo Destour, групи за незалежність Тунісу від Франції.
1956 року, після проголошення незалежності Тунісу, був радником прем'єр-міністра Хабіба Бургіби. Після того, як Бургіба став президентом у наступному році, він обійняв посаду генерального директора Бюро національної безпеки.
У 1990-х роках повернувся до юридичної практики.
Помер 25 липня 2019-го на 92-му році життя.